# 쫌통

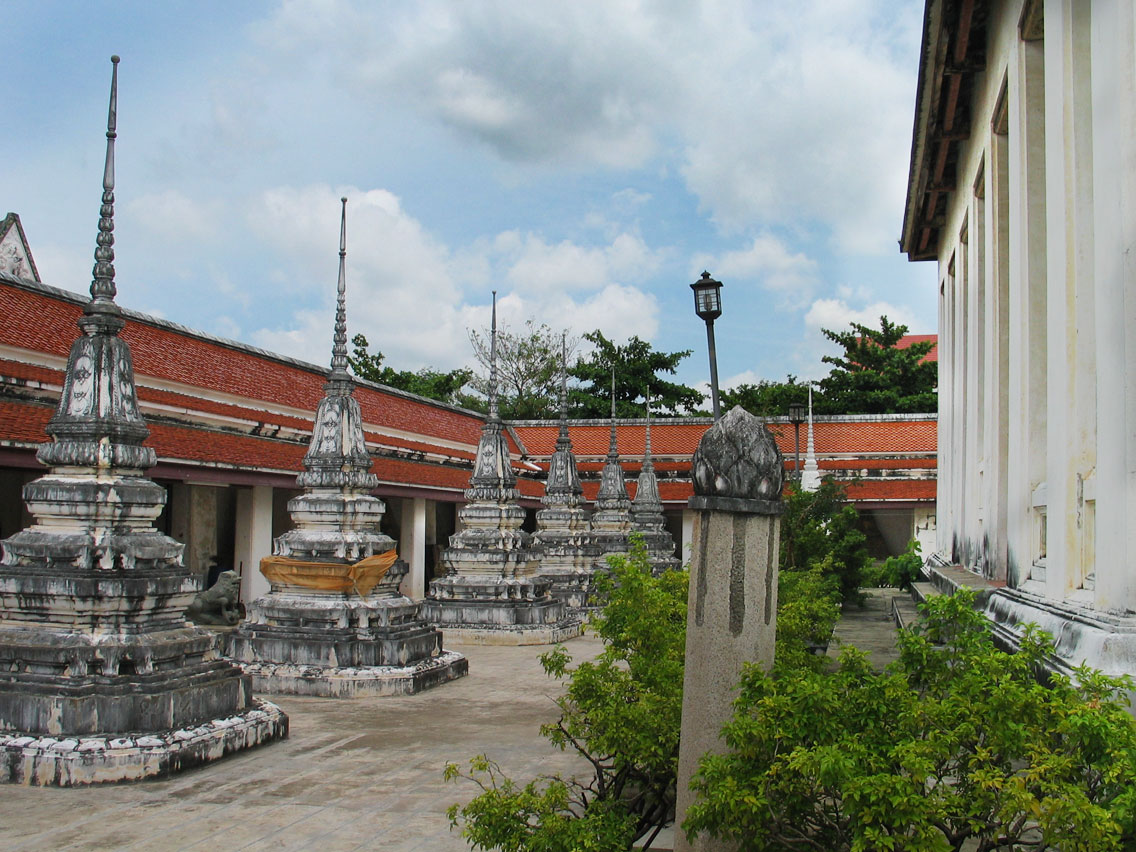

쫌통은 방콕의 행정 구역이다. 이 지역의 총 인구 수는 2017년 기준으로 152,315명이다. 인구 밀도는 5,799.16km2이다.

## 행정 구역
| 1. | Bang Khun Thian | บางขุนเทียน |  |
| 2. | Bang Kho        | บางค้อ     |  |
| 3. | Bang Mot        | บางมด     |  |
| 4. | Chom Thong      | จอมทอง    |  |